# Lesley Selander
Lesley Selander (Los Angeles, California, 26 de maio de 1900 – Los Alamitos, California, 5 de dezembro de 1979) foi um prolífico cineasta estadunidense, cuja obra é composta por filmes de baixo orçamento, geralmente westerns.

## Carreira
Interessado tanto em cinema quanto em fotografia, Selander começou em Hollywood como técnico de laboratório aos 18 anos. Em 1922, tornou-se cinegrafista e, dois anos depois, assistente de diretor. No entanto, somente em 1936, dirigiria seu primeiro filme, Devorador de Quilômetros (Ride' Em Cowboys), estrelado pelo caubói Buck Jones, com quem faria mais cinco películas. Permaneceria fiel ao gênero western até o final de sua carreira, tendo filmado cinquenta e três faroeste B somente até 1944, sendo vinte e oito deles da série de Hopalong Cassidy. Também dirigiu o mocinho Tim Holt em vinte fitas entre 1948 e 1952 e trabalhou com Allan "Rocky" Lane, Monte Hale, Gene Autry, Bill Elliott e outros reis das matinês. Apenas em 1945 fez seu primeiro trabalho longe das pradarias, O Espectro do Vampiro (The Vampire's Ghost), uma fita barata de terror. No ano seguinte dirigiu seu único seriado, Bandidos das Selvas (Jungle Raiders, 1946).
A partir de 1947, Selander começou a rodar também longas-metragens, isto é, produções acima dos setenta minutos duração. Com isso, seu nome passou a ser conhecido fora dos estreitos círculos do faroeste B. O primeiro filme a chamar a atenção foi Red Stallion (1947), uma cativante história sobre um menino e seu cavalo. Expiação (Panhandle, 1948), A Debandada (Stampede, 1949), Terra de Sangue (Short Grass, 1950), Fronteiras da Morte (Cavalry Scout, 1951) e Grito de Guerra (Fort Osage, 1952), westerns acima da média estrelados por Rod Cameron, são notáveis pela fotografia, desenvolvimento inteligente e bem filmadas cenas de ação. Flechas em Chamas (Arrow in the Dust, 1954), com Sterling Hayden chama a atenção pelo uso brilhante do Technicolor. No final da carreira, dirigiu alguns dos chamados faroestes nostálgicos (modestas produções de A. C. Lyles para a Paramount que tentavam dar vida nova a velhos astros), entre eles Domador de Cidades (Town Tamer, 1965), com Dana Andrews e Pistoleiros do Arizona (Arizona Bushwhackers, 1968), com Howard Keel, seu último filme.
Paralelamente ao cinema, Selander trabalhou na televisão deste 1952, tendo dirigido episódios de diversas séries, entre elas Lassie, Laramie e Daniel Boone. Aposentou-se em 1968.
Lesley morreu em 5 de dezembro de 1979, uma quarta-feira, aos 79 anos de idade.

## Filmografia
Todos os títulos em português referem-se a exibições no Brasil. Estão listados apenas seus longas-metragens.
- 1947 Red Stallion
- 1948 Expiação (Panhandle)
- 1948 A Filha da Foragida (Belle Starr's Daughter)
- 1948 Frente À Frente (Strike It Rich)
- 1949 A Debandada (Stampede)
- 1950 A Bela Lil (Dakota Lil)
- 1950 Terra de Sangue (Short Grass)
- 1951 I Was an American Spy
- 1951 The Kangaroo Kid
- 1951 Fronteiras da Morte (Cavalry Scout)
- 1951 Escravos da Coroa (The Highwayman)
- 1951 Voando Para Marte (Flight to Mars)
- 1952 Grito de Guerra (Fort Osage)
- 1952 Linha de Fogo (Battle Zone)
- 1952 Águias da Armada (Flat Top)
- 1952 Ouro e Vingança (The Raiders)
- 1953 Código de Guerreiro (Fort Vengeance)
- 1953 Chicote da Vingança (Cow Country)
- 1953 O Forte da Coragem (Fort Algiers)
- 1953 A Trilha da Amargura (War Paint)
- 1953 Tormenta Sobra a África (The Royal African Rifles)
- 1953 Diabos do Céu (Fighter Attack)
- 1954 Flechas em Chamas (Arrow in the Dust)
- 1954 Dragões com Asas (Dragonfly Squadron)
- 1954 O Machado Sangrento (The Yellow Tomahawk)
- 1954 Ataque nos Mares Chineses (Attack from the Sea)
- 1955 Escreveu Seu Nome A Bala (Shotgun)
- 1955 Nas Garras do Homem Alto (Tall Man Riding)
- 1955 Areias do Deserto (Desert Sands)
- 1955 Semeando o Ódio (Fort Yuma)
- 1956 Escravo do Ouro (The Broken Star)
- 1956 Valente Como Poucos (Quincannon - Frontier Scout)
- 1956 O Festim da Morte (Tomahawk Trail)
- 1957 Sinistra Emboscada (Revolt at Fort Laramie)
- 1957 O Filho do Proscrito (Outlaw's Son)
- 1957 Angústia de Uma Vida (The Wayward Girl)
- 1957 Brutos em Luta (Taming Sutton's Gal)
- 1958 Zorro e o Ouro do Cacique (The Lone Ranger and the Lost City of Gold)
- 1965 Patrulha de Heróis (War Party)
- 1965 No Rastro dos Facínoras (Convict Stage)
- 1965 Reduto de Heróis (Fort Courageous)
- 1965 Domador de Cidades (Town Tamer)
- 1966 Texano, O Bandoleiro Temerário (The Texican)
- 1967 A Quadrilha dos Renegados (Fort Utah)
- 1968 Pistoleiros do Arizona (Arizona Bushwhackers)